# 馬格德堡省
馬格德堡省（德語：Provinz Magdeburg）是1944年至1945年間納粹德國境內普魯士自由邦的一個省。省會是馬格德堡。
該省於1944年7月1日從前薩克森省的一個政府地區馬格德堡行政區創建。該省在二戰期間於1945年4月被美軍佔領。在領土從美國轉移到蘇聯控制後，它與哈雷-梅澤堡省和安哈爾特合併，重新創建了薩克森省，後來更名為薩克森-安哈爾特，最終更名為薩克森-安哈爾特聯邦州。